# Delia turcmenica
Delia turcmenica är en tvåvingeart som beskrevs av Willi Hennig 1974. Delia turcmenica ingår i släktet Delia och familjen blomsterflugor.
Artens utbredningsområde är Kazakstan. Inga underarter finns listade i Catalogue of Life.